# 보도가로어군

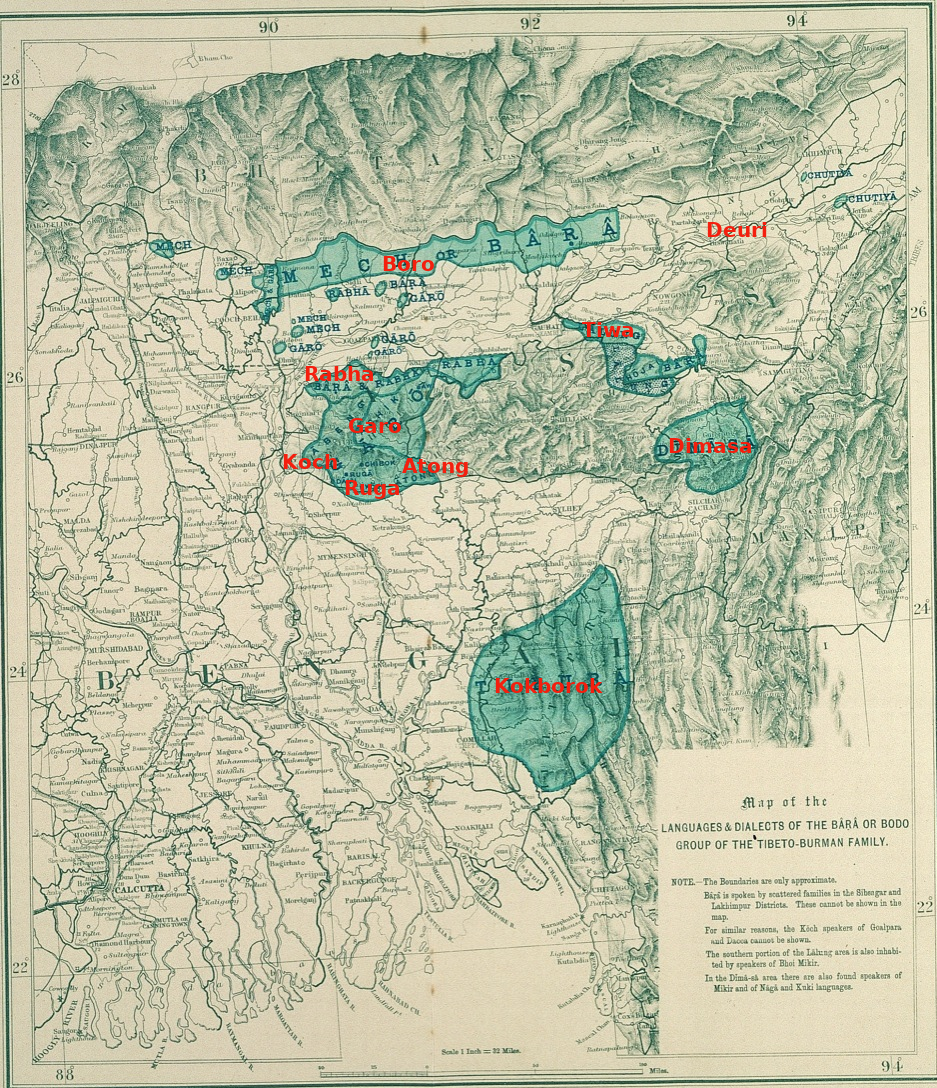

보도-가로어군(Bodo-Garo) 또는 보로-가로어군(Boro-Garo)은 중국티베트어족의 한 분파로, 인도 북동부와 방글라데시 일부 지역에서 쓰이는 언어들로 이루어진다.

## 분류
Joseph & Burling (2006)은 보도가로어군을 크게 4개 그룹으로 분류하고 있다.
- 보도어군: 보도어, 디마사어, 바르만어, 라룽어(티와어), 트리푸리어(콕보록어), 카차리어, 모란어
- 가로어군: 가로어, 메감어
- 코치어군: 아통어, 코치어, 루가어, 라바어
- 데오리어

하종족이 사용하는 하종어는 인도아리아 언어이나 보도가로어 기층을 가지고 있는 것으로 보인다. 바르만어(Barman)는 2019년에야 처음 발견되었다.

## 참고 문헌
- Joseph, U.V., and Burling, Robbins. 2006. Comparative phonology of the Boro Garo languages. Mysore: Central Institute of Indian Languages Publication.